# Jihovýchodní divize (NHL)
Jihovýchodní divize NHL je jedna ze tří divizí ve Východní konferenci.

## Týmy
- Winnipeg Jets (dříve Atlanta Thrashers)
- Carolina Hurricanes
- Florida Panthers
- Tampa Bay Lightning
- Washington Capitals

## Vítězné týmy
| Ročník    | Vítězný tým         |
| --------- | ------------------- |
| 2003/2004 | Tampa Bay Lightning |
| 2004/2005 | stávka v NHL        |
| 2005/2006 | Carolina Hurricanes |
| 2006/2007 | Atlanta Thrashers   |
| 2007/2008 | Washington Capitals |
| 2008/2009 | Washington Capitals |
| 2009/2010 | Washington Capitals |
| 2010/2011 | Washington Capitals |
| 2011/2012 | Florida Panthers    |
| 2012/2013 | Washington Capitals |

## Týmy, které vyhrály Divizi a Stanley Cup ve stejném roce
- 2004-Tampa Bay Lightning
- 2006-Carolina Hurricanes

## Vítězné týmy
- 5 - Washington Capitals
- 1 - Atlanta Thrashers
- 1 - Carolina Hurricanes
- 1 - Tampa Bay Lightning
- 1 - Florida Panthers